# Il sogno (Henri Rousseau)
Il sogno è un dipinto a olio su tela (204,5x298,5 cm) realizzato nel 1910 dal pittore francese Henri Rousseau. Si tratta di una delle ultime opere dell'artista.
Il dipinto è un dono di Nelson A. Rockefeller al Museum of Modern Art di New York, dove è tuttora conservato.

## Descrizione dell'opera
L'autore ha realizzato, lungo tutta la sua carriera, più di 25 opere raffiguranti paesaggi che richiamano la giungla. L'aspetto peculiare è che Rousseau non era mai uscito dalla Francia metropolitana, pertanto l'artista si ispirava, nella realizzazione dei suoi dipinti, a descrizioni letterarie, oltre che alla visita di musei di storia naturale e di giardini botanici.
Il dipinto rappresenta una giovane donna bianca nuda, sdraiata su un divano rosso, in una giungla: si tratta di Yadwigha, un'amica polacca del pittore. La attorniano vari animali - un grosso serpente arancione, alcuni uccelli, un elefante, una coppia di leoni (maschio e femmina) e un gruppo di scimmie - tutti affascinati dall'ascolto della melodia eseguita da un pifferaio indigeno; ma né essi né la giungla esistono, se non nel sogno di Yadwigha.
Nel timore che il pubblico non capisse il quadro, Rousseau scrisse una poesia per accompagnarlo, intitolata Inscrizione per "Il sogno":
| Yadwigha dans un beau rêve S'étant endormie doucement Entendait les sons d'une musette Dont jouait un charmeur bien pensant. Pendant que la lune reflète Sur les fleuves [ou fleurs] les arbres verdoyants, Les fauves serpents prêtent l'oreille Aux airs gais de l'instrument. | "Yadwigha in un bel sogno dolcemente addormentata sentì il suon di cornamusa d'un incantator cortese. Mentre la luna riflette sui fiumi [o fiori] i verdi alberi, serpenti l'orecchio prestan alle liete melodie." |

## Curiosità
- Il dipinto è citato nel romanzo Un covo di vipere di Andrea Camilleri.
- È scenografato, come carta da parati, nel film L'Origine du monde (2021) di Laurent Lafitte.